# Colquhoun Grant
O Tenente-General Sir John Colquhoun Grant (1772-1835) foi um soldado britânico. Comandou a 5ª Brigada de Cavalaria inglesa na Batalha de Waterloo.